# Osmington

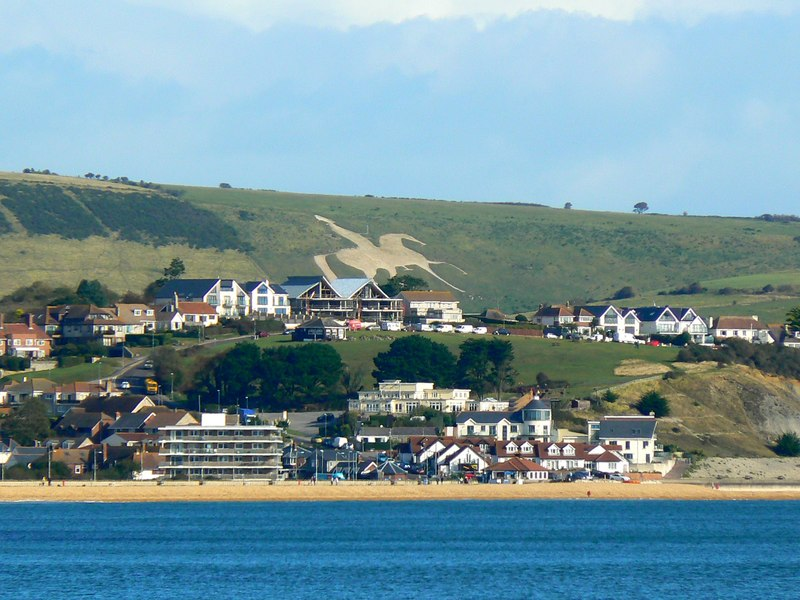
Osmington White Horse

Osmington es un pueblo ubicado en el suroeste de Dorset, Inglaterra. Según el censo de 2011, tiene una población de 227 habitantes.
La economía de Osmington fue principalmente agrícola hasta el siglo XX. Cuando la agricultura dejó de ser una fuente de trabajo importante en el área, los habitantes comenzaron a trabajar en otros lugares, tal como lo hacen en la actualidad. También había varios negocios en el lugar, que para finales del siglo XX habían desaparecido. Incluso el pub cerró. A pesar de su falta de fuentes de empleo, el pueblo, que para el final de la Segunda Guerra Mundial era tan pobre que una parte importante de su población estaba económicamente arruinada, hoy es relativamente próspero y cuenta con una alta proporción de profesionales.